# Jim Seymour (Leichtathlet)
Jim Seymour (eigentlich James Michael Seymour; * 27. Juli 1949 in Fresno) ist ein ehemaliger US-amerikanischer Hürdenläufer.
1971 gewann er bei den Panamerikanischen Spielen in Cali Silber über 400 m Hürden.
Bei den Olympischen Spielen 1972 in München wurde er über 400 m Hürden Vierter mit seiner persönlichen Bestzeit von 48,64 s.